# Monodora
Monodora is een geslacht uit de familie Annonaceae. De soorten uit het geslacht komen voor in tropisch en zuidelijk Afrika.

## Soorten
- Monodora angolensis Welw.
- Monodora carolinae Couvreur
- Monodora crispata Engl.
- Monodora globiflora Couvreur
- Monodora grandidieri Baill.
- Monodora hastipetala Couvreur
- Monodora junodii Engl. & Diels
- Monodora laurentii De Wild.
- Monodora minor Engl. & Diels
- Monodora myristica (Gaertn.) Dunal
- Monodora stenopetala Oliv.
- Monodora tenuifolia Benth.
- Monodora undulata (P.Beauv.) Couvreur
- Monodora zenkeri Engl.